# Liste der Museen in Litauen
Die Liste der Museen und Sammlungen in Litauen umfasst die Museen und Sammlungen in Litauen.

## Museen

### Vilnius
- Pamėnkalnio-Str., Valstybinis Vilniaus Gaono Žydų Muziejus (Staatliches Jüdisches Museum Gaon von Vilnius)
- Gedimino prospektas, Museum der Okkupationen und Freiheitskämpfe
- Arsenalo-Str., Litauisches Museum für Bildende Künste
- Didžioji gatvė, Kunstmuseum im Neuen Rathaus
- T.-Vrubleviskio-Str., Litauisches Nationalmuseum
- Litauisches Theater-, Musik- und Kinomuseum
- Michaeliskirche, Architekturmuseum und Städtebau in Vilnius
- Laisvės prospektas, LITEXPO, Internationale Ausstellungen und Messen
- Aušros-Vartų-Str., Galerie ARKA - Ausstellungen und Konzerte
- Ašmenos-Str., Galerie LANGAS - Ausstellungen moderner Kunst
- Vilniaus gatvė, Galerie VARTAI - Ausstellungen moderner Kunst und Konzerte
- Didžioji gatvė, Galerie FOTOKUNST - Ausstellungen zur Fotografie
- Vokiečių gatvė, Zentrum für moderne Kunst - Skulpturen, Grafiken, Malerei und Fotokunst
- Ukmergės-Str., Planetarium - Astronomie-Geschichte und Kunstausstellungen

### Kaunas
- Donnerhaus, Außenstelle des Militärmuseums, auch Sammlung von Ofenkacheln des 15. und 16. Jahrhunderts
- Garnisonskirche, zeitweise als Museum für religiöse Glasmalerei genutzt
- Gildehaus, Museum für mittelalterliche und frühneuzeitliche Pharmazie und Medizingeschichte
- Altes Rathaus, Museum für mittelalterliche Keramik
- Militärmuseum von Vytautas dem Großen
- Museum für moderne Kunst
- Žilinskas-Galerie - Sammlung des Kunstmäzens Mykolas Žilinskas
- Čiurlionis-Museum
- Teufelsmuseum
- Litauisches Luftfahrtmuseum[1]
- Litauisches Freilichtmuseum

### Klaipėda
- Didžioji vandens-Str., Geschichtsmuseum „Klein Litauen“
- Smiltynės-Str., Litauisches Meeresmuseum[2]
- Liepų-Str., Heimatkundliche Sammlungen
- Liepų-Str., Gemäldegalerie, (Schwerpunkt: Litauische Meister des 19. Jahrhunderts)
- Liepų-Str., Uhrenmuseum[3]
- Mažvydas-Park, 1977 begonnener Skulpturenpark in einem aufgelassenen Friedhof, Gesamtkunstwerk durch den sichtbaren Kontrast von Vergänglichkeit und moderner Kunst.

### Šiauliai
- Aušros-Str., Aušra-Museum - (Technik der Fotografie, Filmgeschichte, Entwicklung des Fahrrades und andere technische Themen)[4]
- Eisenbahnmuseum Šiauliai
- Fahrradmuseum Šiauliai
- Fahrradmuseum Šiauliai
- Polizeimuseum Šiauliai
- Fotografiemuseum Šiauliai
- Katzenmuseum Šiauliai

## Baudenkmale
- Palūšė, hölzerne Dorfkirche (Rajongemeinde Ignalina)
- Sudervė, klassizistischer Kirchenbau aus dem beginnenden 19. Jahrhundert (Rajongemeinde Vilnius)
- Zervynos, Dorfmuseum - 36 Bauernhöfe und Wohnhäuser (Rajongemeinde Varėna)

## Burg- und Schlossmuseen
- Trakai, Inselburg, Historisches Museum der Stadt[5]
- Medininkai, Restaurierte Burganlage des 13. Jahrhunderts Rajongemeinde Vilnius
- Raudondvaris, Schlossmuseum und Parkanlage (15 Hektar), Rajongemeinde Kaunas

## Geburtshäuser / Gedenkstätten
- Čiurlionis-Memorialmuseum in Druskininkai, Geburtshaus des Komponisten und Kunstmalers Mikalojus Konstantinas Čiurlionis[6]
- Maironis-Museum am Rathausplatz Kaunas, Museum für den Dichter Jonas Mačiulis-Maironis (Maironis-Museum für litauische Literatur[7])
- Nida, Thomas-Mann-Kulturzentrum
- Vilnius, Subačiaus-Str., „Puschkin-Museum“, Wohnhaus des Grigorij Puschkin
- Kloster Pažaislis, „Friedhof Petrašiūnai“ am Kloster, Nationale Gedenkstätte und Begräbnisort zahlreicher prominenter Litauer

## Heimatmuseen
- Biržai, Heimatmuseum im Schloss Biržai
- Jonava, Landesmuseum Jonava
- Kaunas, Heimatkundemuseum mit Volksmusikinstrumenten
- Kretinga, Schloss, Heimatmuseum
- Panevėžys, Versario-Str., Heimatmuseum
- Rokiškis, Heimatmuseum im Schloss

## Mahn- und Gedenkorte der Weltkriege
- Ablinga, Gedenkstätte zu einem Massaker an der Zivilbevölkerung
- Naujieji Pirčiupiai, Mahnmal und Ausstellung zu einem Massaker an der Zivilbevölkerung

## Spezialmuseen

### Archäologie
- Kernavė, Staatliches archäologisch-historisches Museum mit Ausstellungsgelände „Reservat“

### Botanik und Zoologie
- Lentvaris, Schloss - Dendrologischer Park und Sammlung
- Kretinga, Schloss, Orangerie / Gewächshaus mit exotischen Pflanzen
- Upytė, Landwirtschaftliches Forschungsinstitut, Flachsmuseum
- Imkereimuseum Stripeikiai, Stripeikiai, Geschichte der Imkerei
- Palanga, Stadtpark als dendrologischer Park
- Palūšė, Informationszentrum des Nationalparks

### Ethnologie
- Rumšiškės, Litauisches Freilichtmuseum
- Nida, Fischermuseum
- Molėtai, Litauisches Museum für Ethnokosmologie
- Druskininkai, „Echo-des-Waldes-Museum“ - Leben der Waldarbeiter, Jagdtrophäen, Pflanzen- und Tierpräparate
- Panevėžys, Respublikas-Str., Volkskunst-Museum
- Trakai, Ethnographisches Museum der Karaimen

### Kunsthandwerk und Technik
- Kretinga, Schloss, Kunsthandwerkliche Sammlung
- Juodkrantė, Raganos-Hügel, Skulpturenpark auf dem „Hexenhügel“
- Palanga, im Stadtpark, Bernsteinmuseum Palanga
- Staatliches Museum für unikale Steine
- Varniai, Museum der Samogitischen Diözese

### Mineralogie
- Mosėdis, Landschaftspark (10 Hektar) konzipiert als Steinmuseum

### Skurriles
- Kaunas, Teufelsmuseum
- Šiauliai, Žuvininkų-Str., Katzenmuseum
- Salantai, Künstlerhof ORVIDAI, Installationen und Objekte als „Unsinn-Museum“ konzipiert